# Calyptronoma occidentalis
Calyptronoma occidentalis là loài thực vật có hoa thuộc họ Arecaceae. Loài này được (Sw.) H.E.Moore mô tả khoa học đầu tiên năm 1963.